# 條紋尖唇魚
條紋尖唇魚（学名：Oxycheilinus lineatus）為輻鰭魚綱鱸形目隆頭魚亞目隆頭魚科的其中一種，分布於中東太平洋的庫克群島、皮特凱恩群島海域，棲息深度49-85公尺，體長可達15.9公分，棲息在深水礁石區，生活習性不明。
其种加词“Lineatus”意为“有线纹的”。